# Scorpion (Marvel)
De Scorpion (echte naam: Macdonald "Mac" Gargan) is een fictieve superschurk uit de strips van Marvel Comics, en een vaste vijand van Spider-Man. Hij verscheen voor het eerst in Amazing Spider-Man #20, en werd bedacht door Stan Lee en Steve Ditko.
In tegenstelling tot veel andere vaste vijanden van Spider-Man, is Scorpion enkel en alleen “gemaakt” om hem te verslaan. Hij is dan ook een regelmatig terugkerende vijand in de Spider-Man strips, en andere media.
Recentelijk verkreeg Scorpion de Venom symbioot, en werd zo de derde incarnatie van de superschurk Venom.

## Biografie
Mac Gargan was voordat hij Scorpion werd een Particulier Onderzoeker die werd ingehuurd door J. Jonah Jameson om uit te zoeken hoe Peter Parker er telkens in slaagde zulke goede foto’s van Spider-Man te maken. Dankzij zijn “Spider Sense” had Peter al snel door dat Mac hem volgde en wist hem steeds af te schudden.
Hierop besloot Jameson om Gargan in te huren als testpersoon voor een nog nauwelijks uitgetest proces waarbij hij, net als Spider-Man, krachten en eigenschappen van een bepaald dier toegediend zou krijgen, in dit geval een schorpioen. Hiermee zou Gargan de perfecte persoon worden om Spider-Man te verslaan. Het experiment slaagde, maar de behandeling dreef Gargan tot waanzin waarna hij superschurk Scorpion werd.
Als Scorpion vocht Gargan regelmatig tegen Spider-Man. Ook wilde hij wraak nemen op Jameson die, uit angst voor een slechte reputatie, in alle toonaarden ontkende ook maar iets met de creatie van de Scorpion te maken te hebben. Veel gevechten tussen Spider-Man en Scorpion ontstonden dan ook doordat Spider-Man Jameson moest redden van Scorpion. Ironisch genoeg moest Jameson nu juist hopen dat de door hem gemaakte superschurk niet in staat zou zijn de superheld die Jameson zo haatte te verslaan.
In zijn carrière heeft Scorpion onder andere een nieuw kostuum gekregen, gevochten tegen Ms. Marvel en zichzelf een nieuwe staart aangeschaft die zuur kan spuiten. Scorpion was er ook lange tijd van overtuigd dat hij zijn schorpioenharnas niet meer uit kon krijgen, totdat Spider-Man in een gevecht beweest dat Scorpions idee dat hij een monster was puur in zijn hoofd zat.

### Venom
Later ontmoette Scorpion Norman Osborn die hem Spider-Mans ware identiteit vertelde en hem de opdracht gaf Peters tante May te ontvoeren als Osborn ooit werd gevangen. Toen Spider-Man  Osborn versloeg en in de gevangenis liet opsluiten, volgde Scorpion Norman’s bevelen op en ontvoerde hij tante May, met de mededeling dat hij haar zou laten gaan als Parker  Osborn hielp ontsnappen. Kort daarna werd Gargan geconfronteerd met de Venom-symbioot, die zojuist zijn vorige gastlichaam in de steek had gelaten en een nieuw gastlichaam zocht. De symbioot hechte zich aan Scorpions lichaam en werd samen met hem de derde Venom.
Als Venom werd Scorpion lid van de nieuwe Sinister Twelve. Ook met de nieuwe krachten die de symbioot hem gaf, was Scorpion niet in staat Spider-Man te verslaan.
Later sloot Scorpion zich aan bij de Dark Avengers. Hierbij nam hij het alter ego Spider-man aan.
Later werd Gargan door Anti-Venom van de symbioot genezen. Hierbij werd de symbioot verzwakt. Later vocht hij weer tegen Anti-Venom, ditmaal met gebruik van zijn oude Scorpionharnas en wist hij Anti-venom bijna te verslaan. Hij werd tegengewerkt door de Venom-symbioot, die nog steeds gevoelens koesterden voor Eddie Brock en liet hij hem in leven.

## Krachten en vaardigheden
Scorpion beschikt over bovenmenselijke kracht, wendbaarheid, reflexen en uithoudingsvermogen. Net als Spider-Man kan hij tegen muren opkruipen. Zijn speciale schorpioenachtige harnas is uitgerust met een lange cybernetische staart die als zijn voornaamste wapen dient. De staart kan met ongelooflijke snelheid klappen uitdelen en is in de loop der jaren uitgerust geweest met verschillende wapens zoals een elektrische generator, een zuurspuit en een plasma energie projector. Scorpion is fysiek sterker dan Spider-Man, maar hij is minder ervaren in gevechten.
Voordat hij Scorpion werd was Mac Gargan een succesvol particulier onderzoeker en journalist. Maar zijn transformatie tot Scorpion heeft hem emotioneel verzwakt en tot waanzin gedreven. Spider-Man is hem dan ook regelmatig te slim af, en hij is niet echt goed in samenwerken met andere superschurken of het opvolgen van instructies. Scorpions grootste zwakheid is zijn intense haat tegen J. Jonah Jameson. Elke kans om wraak op Jameson te nemen grijpt hij aan, en negeert zo vaak de orders van de persoon voor wie hij op dat moment werkt.
Sinds Scorpion is verbonden met de Venom symbioot zijn z’n krachten nog verder toegenomen. Hij kan nu net als Spider-Man een web afschieten, en kan zichzelf vermommen als andere personen om zo op te gaan in zijn omgeving. Ook kan hij niet langer worden gedetecteerd door Spider-Mans "spider-sense".

## Ultimate Scorpion
De Ultimate Marvel versie van Scorpion maakte zijn debuut in Ultimate Spider-Man #97, het eerste deel van de Ultimate Clone Saga (gebaseerd op de Clone Saga uit de standaard strips). Hierin werd onthuld dat Scorpion een van de vele klonen van Peter Parker is. Ultimate Scorpion draagt een kogelvrij pak en kan zowel vanuit zijn staart als handen zuur spuiten. Ook is de staart van Scorpions kostuum direct verbonden met zijn ruggengraat.
Momenteel wordt deze versie van Scorpion vastgehouden in het Baxter Building, waar de Fantastic Four het kloonproces onderzoekt.

## Scorpion in andere media

### Marvel Cinematic Universe
Sinds 2017 verscheen Mac Gargan in het Marvel Cinematic Universe, waarin hij gespeeld wordt door Michael Mando. Dit een aangepaste versie van Scorpion, en komt voor in de film Spider-Man: Homecoming uit 2017. Hierin is hij een koper van de aliën-wapens van Adrian Toomes. Wanneer hij een gevecht op een boot heeft met Spider-Man wordt hij gearresteerd. Wanneer Toomes ook wordt gearresteerd vraagt hij naar de naam van Spider-Man, want hij denkt dat Toomes dit weet. Toomes antwoordt simpelweg dat als hij die wist dat hij allang dood zou zijn geweest. Hij wordt in deze film echter nooit Scorpion genoemd. Mac Gargan verschijnt in de volgende film en serie:
- Spider-Man: Homecoming (2017)
- Your Friendly Neighborhood Spider-Man (2025) (stem ingesproken door Jonathan Medina) (Disney+)

### Film
Scorpion verschijnt in de animatiefilm Spider-Man: Into the Spider-Verse uit 2018, met als alter-ego Maximus Gargan met een Mexicaans accent. Hij werd ingesproken door Joaquín Cosío.

### Televisieseries
Scorpion verscheen een aantal maal in de Spider-Man Animatieserie, waarin zijn stem werd gedaan door Martin Landau en later Richard Moll. In zijn debuut aflevering wordt Mac Gargan door J. Jonah Jameson ingehuurd om Spider-Mans ware identiteit te ontdekken. Nadat Gargan hierin faalt, huurt Jameson een wetenschapper in om Dr. Connor’s “Neogenic Recombinator” te gebruiken om Gargan in een superheld genaamd: de Scorpion te veranderen, zodat hij Spider-Man kan verslaan. In zijn eerste gevecht weet hij Spider-Man te verslaan, maar op het moment dat hij hem wil ontmaskeren begint hij verder te muteren, waardoor hij gele ogen, groene huid en klauwen krijgt. Geschokt over wat hij is geworden probeert Scorpion het proces terug te draaien, maar wordt uiteindelijk verslagen door Spider-Man.
Later ontsnapt Scorpion uit de gevangenis en wordt lid van de Insidious Six. Daarnaast probeerde hij in de loop van de serie meerdere malen een manier te vinden om weer normaal te worden.

### Videospellen
Ook verscheen Scorpion in verschillende Spider-Man videospellen.